# Скаэр
Скаэр (фр. Scaër) — коммуна на северо-западе Франции, находится в регионе Бретань, департамент Финистер, округ Кемпер, кантон Моэлан-сюр-Мер. Расположена в 33 км к востоку от Кемпера и в 100 км к северо-западу от Ванна, в 23 км от национальной автомагистрали N165. Через территорию коммуны протекает река Изоль.
Население (2019) — 5 295 человек.

## Достопримечательности
- Менгир Сен-Жан высотой 8,3 м, входит в десятку самых высоких во Франции
- Неороманская церковь Святого Кандида конца XIX века
- Часовня Святого Спасителя в Коадри (романский нёф XI века, готический хор XIV века)
- Шато Кергоалер XVIII-XIX веков
- Шато Стангодрен XIX века

## Экономика
Структура занятости населения:
- сельское хозяйство — 13,5 %
- промышленность — 10,7 %
- строительство — 4,7 %
- торговля, транспорт и сфера услуг — 36,0 %
- государственные и муниципальные службы — 35,0 %

Уровень безработицы (2018) — 11,0 % (Франция в целом —  13,4 %, департамент Финистер — 12,1 %). 

Среднегодовой доход на 1 человека, евро (2018) — 20 470 (Франция в целом — 21 730, департамент Финистер — 21 970).

## Демография
Динамика численности населения, чел.

## Администрация
Пост мэра Скаэра с 2014 года занимает Жан-Ив Ле Гоф (Jean-Yves Le Goff). На муниципальных выборах 2014 года возглавляемый им правый блок победил в 1-м туре, получив 68,08 % голосов.
| Период | Период | Фамилия           | Партия                                                   | Примечания                                             |
| ------ | ------ | ----------------- | -------------------------------------------------------- | ------------------------------------------------------ |
| 1969   | 1983   | Кристоф Пулише    | Коммунистическая партия                                  | предприниматель, член Генерального совета департамента |
| 1983   | 1989   | Луи Николя        | Социалистическая партия                                  | рыбовод, член Генерального совета департамента         |
| 1989   | 1995   | Франсуа Блёзан    | Союз за французскую демократию                           | фермер, член Генерального совета департамента          |
| 1995   | 2001   | Корантен Кернес   | Коммунистическая партия                                  | преподаватель лицея                                    |
| 2001   | 2004   | Франсуа Блёзан    | Союз за французскую демократию                           | фермер, член Генерального совета департамента          |
| 2004   | 2008   | Жанна-Ивонн Трише | Союз за французскую демократию Союз за народное движение | фермер, член Генерального совета департамента          |
| 2008   | 2014   | Полетт Перес      | Разные левые                                             | работник почты                                         |
| 2014   |        | Жан-Ив Ле Гоф     | Разные правые                                            | фермер                                                 |

## Города-побратимы
- Крикхауэлл, Уэльс

## Галерея

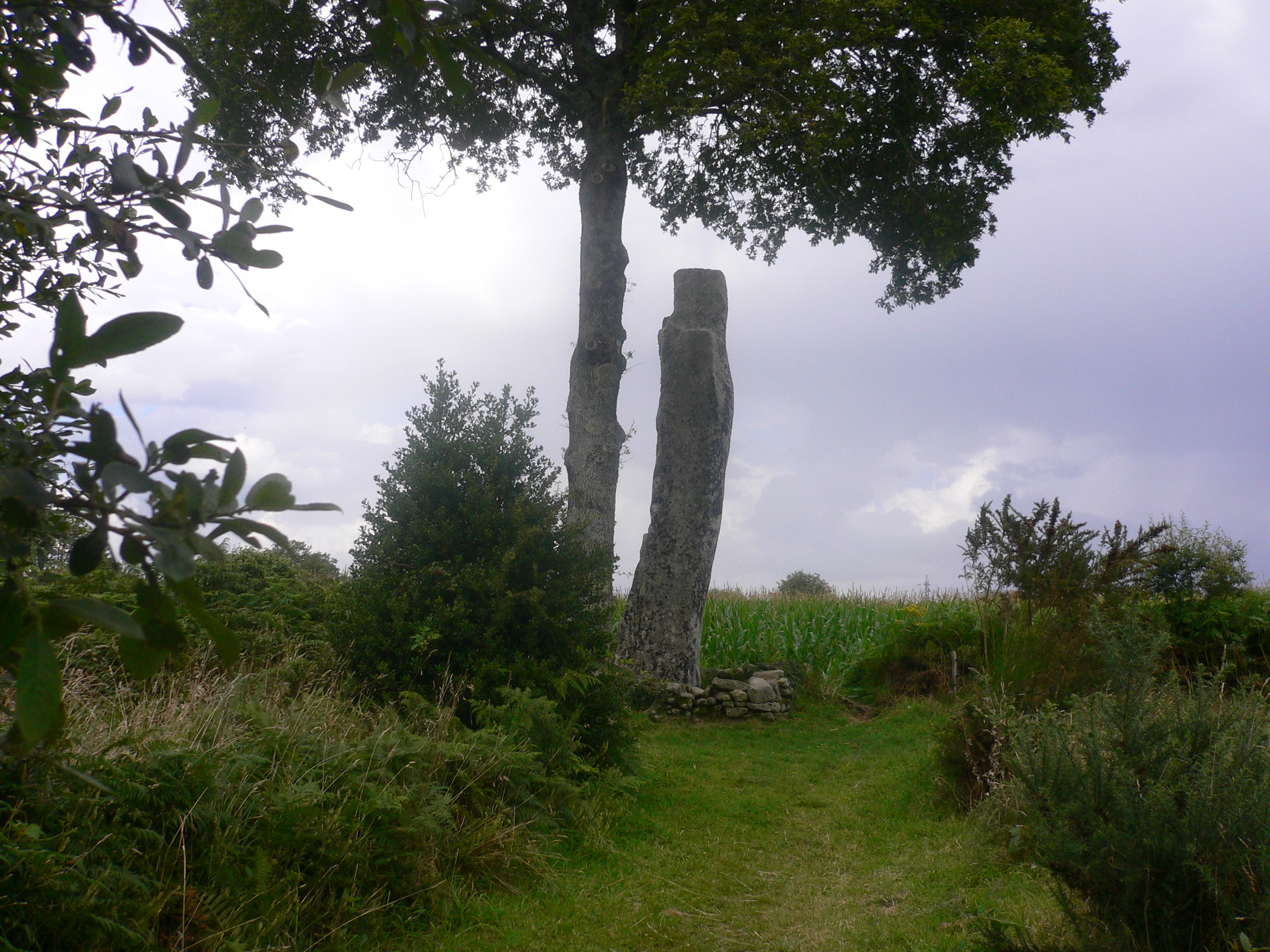
Менгир Сен-Жан
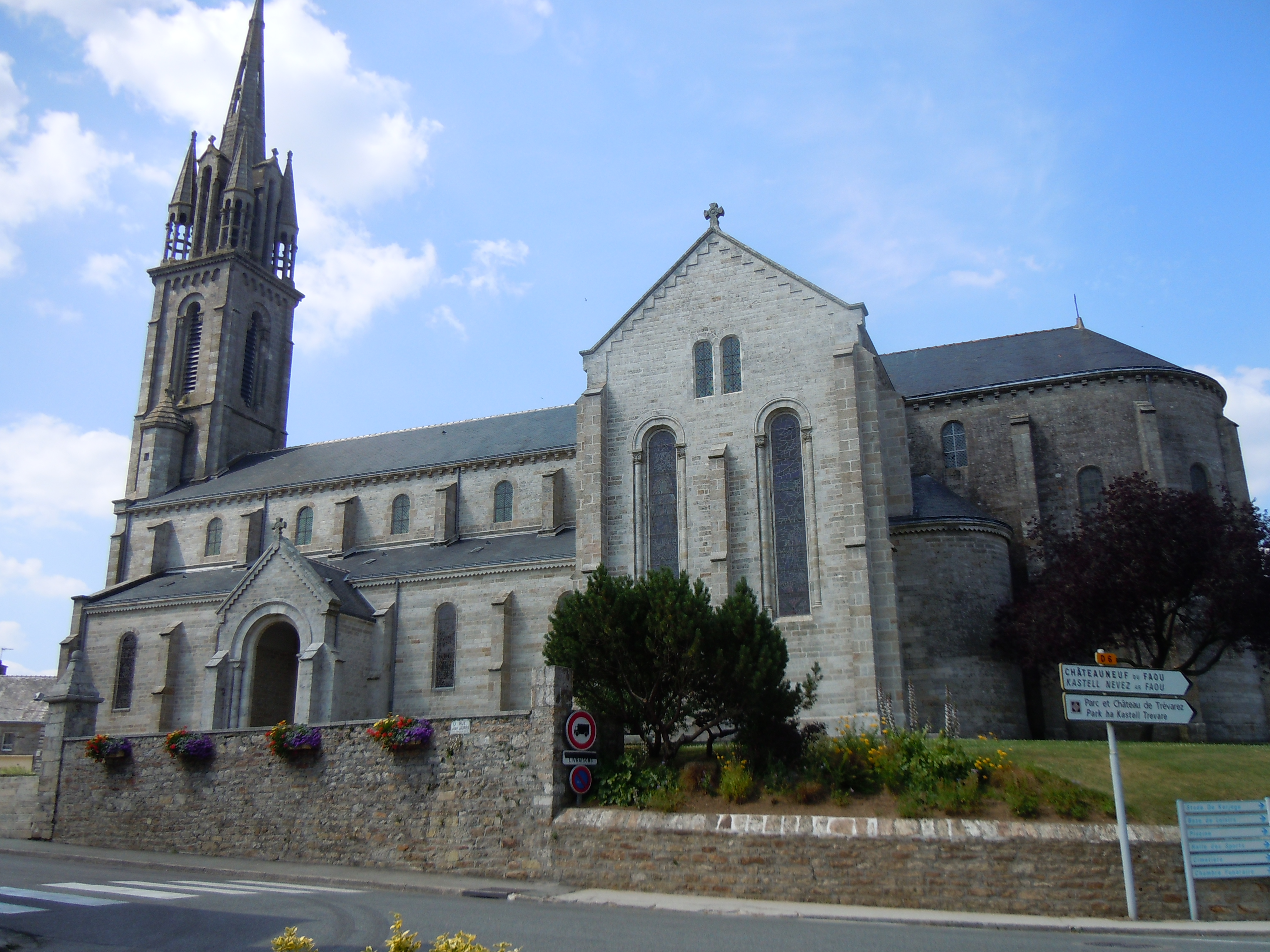
Церковь Святого Кандида
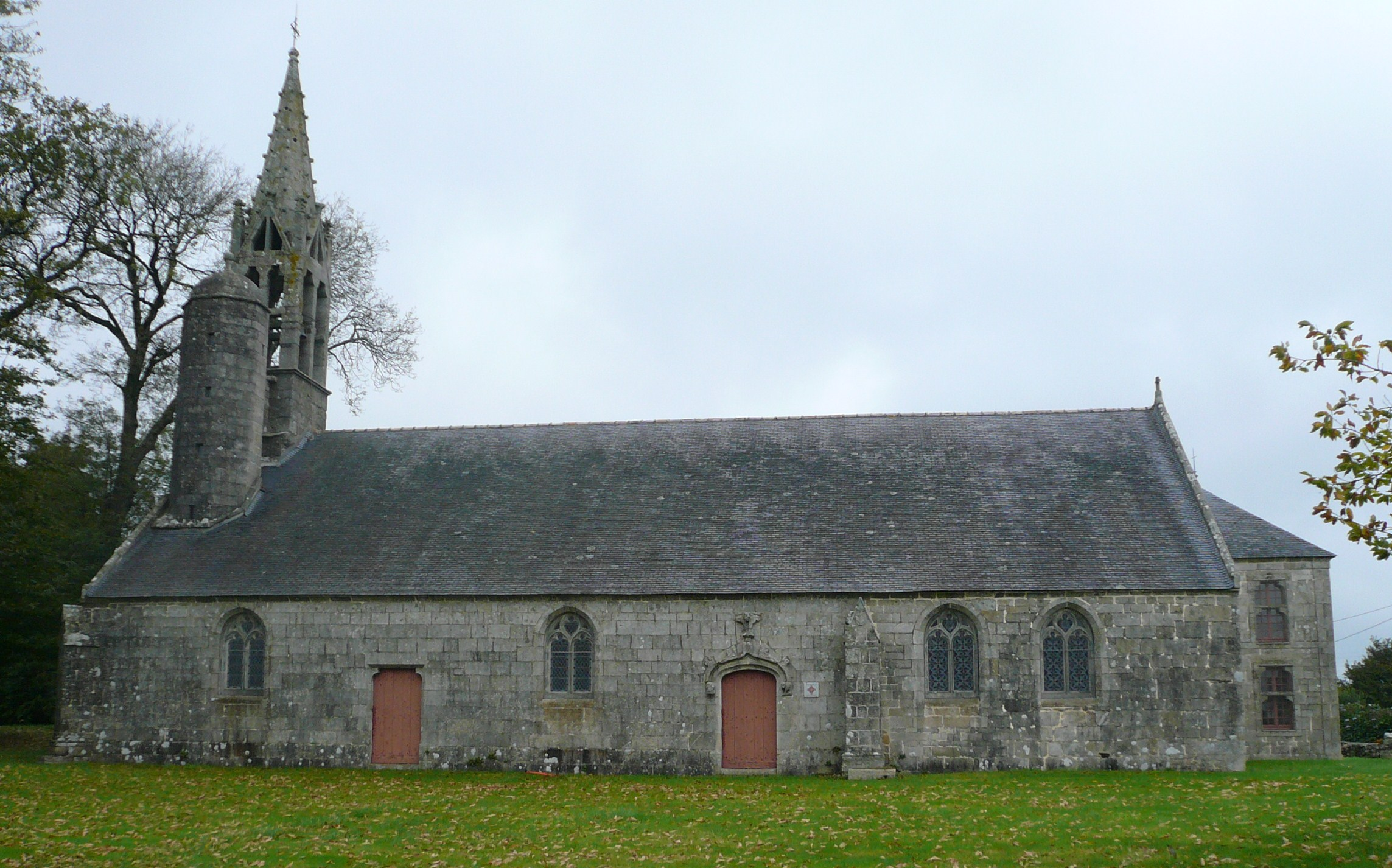
Часовня Святого Спасителя в Коадри